# Mir (estación espacial)
Mir (en ruso: Мир, lit. 'paz' o 'mundo') fue el nombre de la estación espacial originalmente soviética que, después de la disolución de la URSS, pasó a ser rusa. La Mir fue la primera estación espacial de investigación en estar habitada de forma permanente y la culminación del programa espacial soviético. Estaba prevista para que estuviera funcionando durante tan solo 5 años pero lo hizo durante 13 años. A través de numerosas colaboraciones internacionales fue accesible a cosmonautas y astronautas. Entre sus hitos notables figuran albergar seres humanos durante largos periodos de tiempo en el espacio, la realización de experimentos científicos, el amplio consenso en considerar que la experiencia acumulada gracias a la Mir ha contribuido de manera notable a proyectos como la Estación Espacial Internacional y, especialmente, lograr que superpotencias antagónicas como la Unión Soviética y los Estados Unidos colaboraran en el espacio.
La Mir fue ensamblada en órbita al conectar de forma sucesiva distintos módulos cada uno lanzado de forma separada desde el 19 de febrero de 1986 hasta el año 1996. Estaba situada en una órbita entre los 300 y 400 kilómetros de la superficie terrestre, orbitando completamente la Tierra en menos de dos horas. Sirvió como laboratorio de pruebas para numerosos experimentos científicos y observaciones astronómicas, estableciendo récords de permanencia de seres humanos en el espacio. Tras un incendio en febrero de 1997, la estación empezó a quedarse vieja y obsoleta, con la consecuente cadena de fallos que prosiguió hasta su desorbitación y desintegración en la atmósfera. Fue destruida de forma controlada el 23 de marzo de 2001 precipitándose sobre el océano Pacífico.

## Diseño
La estación espacial Mir fue la séptima estación orbital de larga duración diseñada por la Unión Soviética desde que en 1971 se lograra poner en órbita la Salyut 1. El concepto de esta nueva serie de estaciones espaciales, que iban a sustituir a la serie Saliut, fue decretado el 17 de febrero de 1976 con un diseño mejorado de la base Salyut-DOS 17K. Inicialmente constaba de la base del bloque DOS equipado con cuatro puertos de atraque, dos en cada extremo al igual que las Salyut, y dos puertos adicionales en una esfera de acoplamiento en la parte frontal de la estación. Finalmente, en agosto de 1978, evolucionó a un puerto en la parte de popa y cinco puertos en proa, en forma de esfera (nodo).
El programa Mir se consolidó con la aprobación del programa militar Almaz, de Vladímir Cheloméi, en febrero de 1979. Los puertos de acoplamiento se reforzaron para dar cabida a las 20 toneladas de la estación sobre los módulos en base de la nave espacial TKS. El NPO Energia era el responsable de la estación; sin embargo, el trabajo fue subcontratado a KB Salyut, el brazo de desarrollo del Centro Jrúnichev, debido a la tarea en curso de Energía, Salyut 7, Soyuz-T, y en el progreso de naves espaciales. KB Salyut comenzó a trabajar en 1979, y los primeros bocetos de la Mir fueron publicados en 1982. Entre los nuevos sistemas incorporados a la estación incluían el ordenador de control de vuelo Salyut 5B y giroscopios provenientes del Almaz.

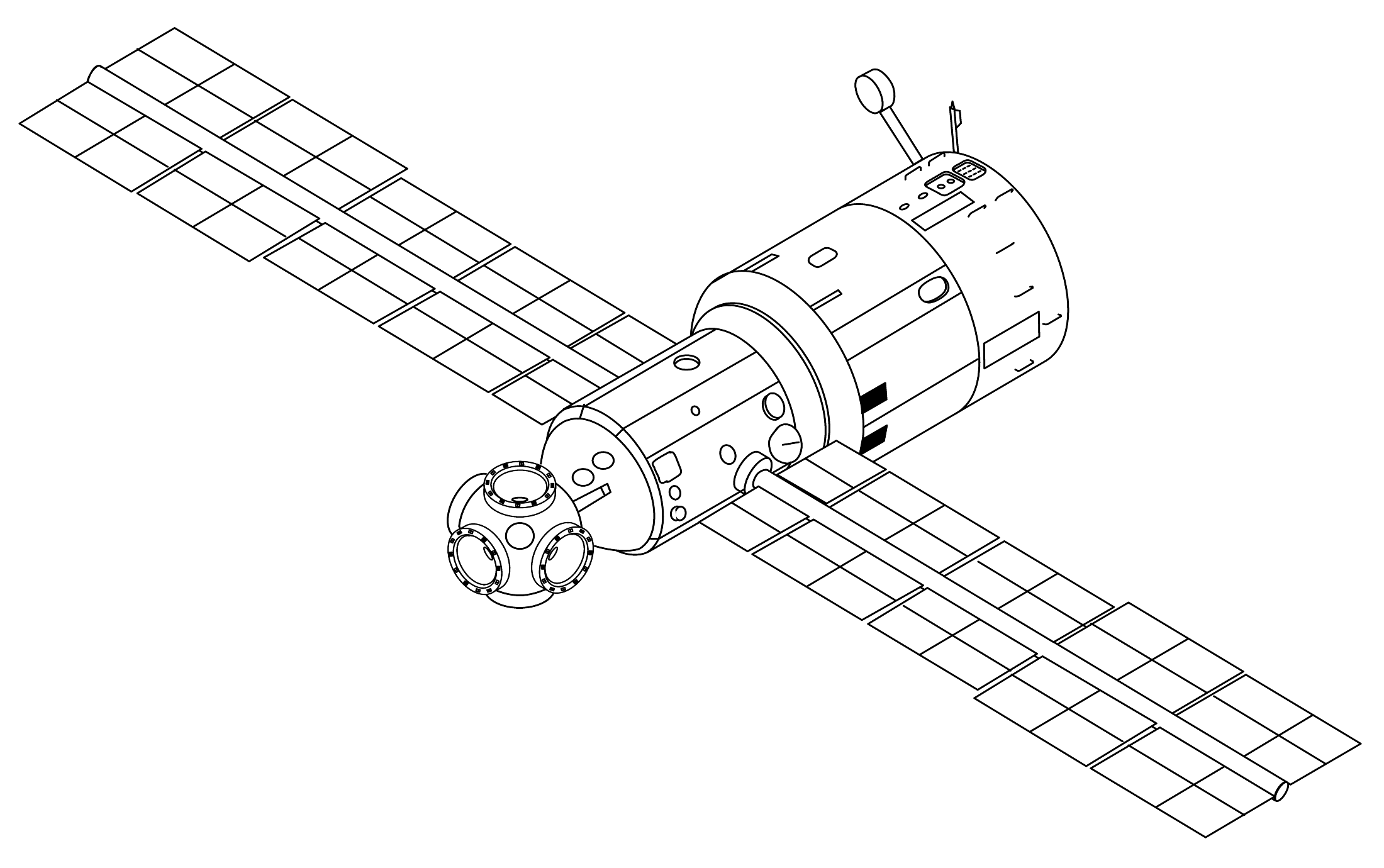
1986
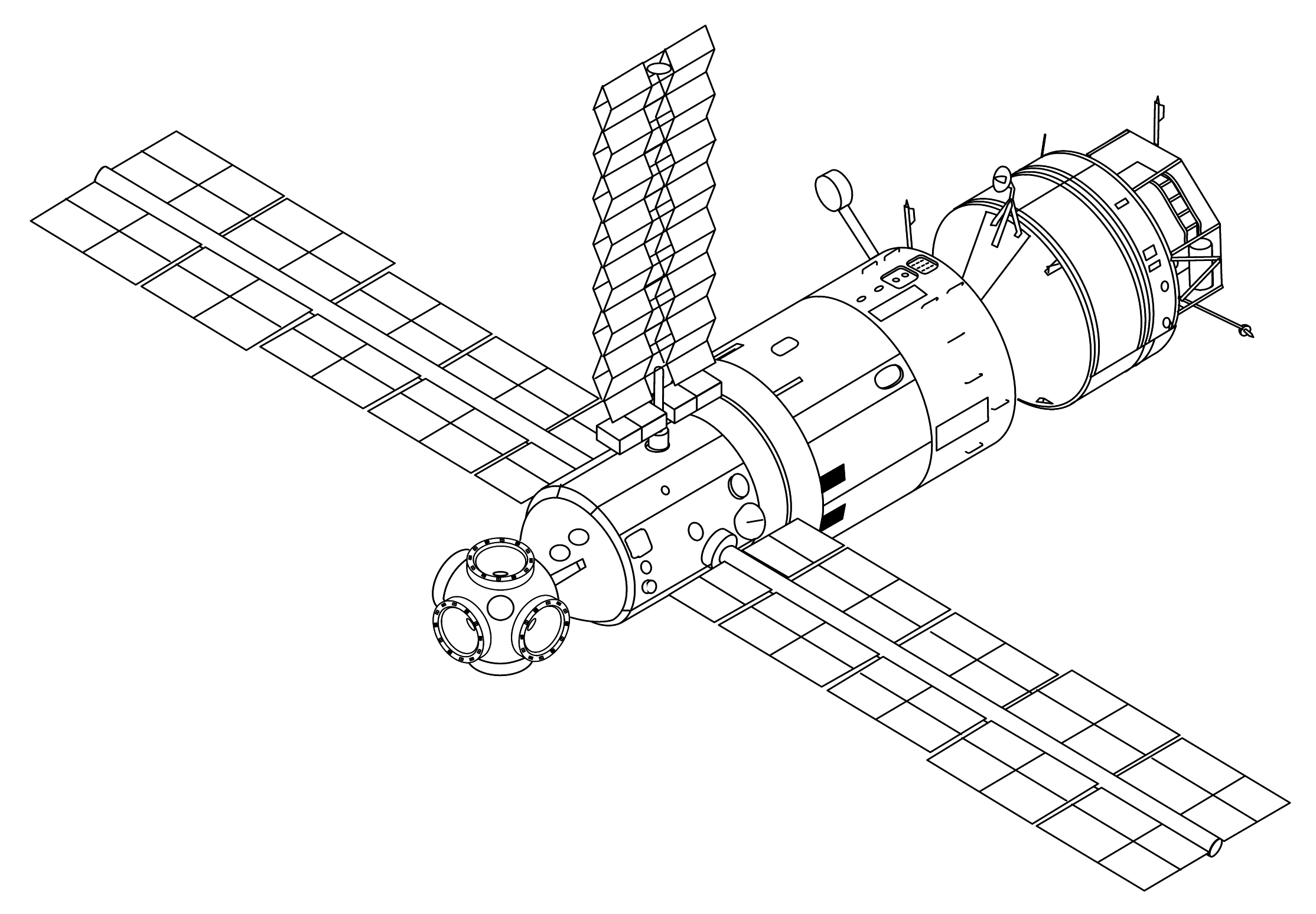
1987
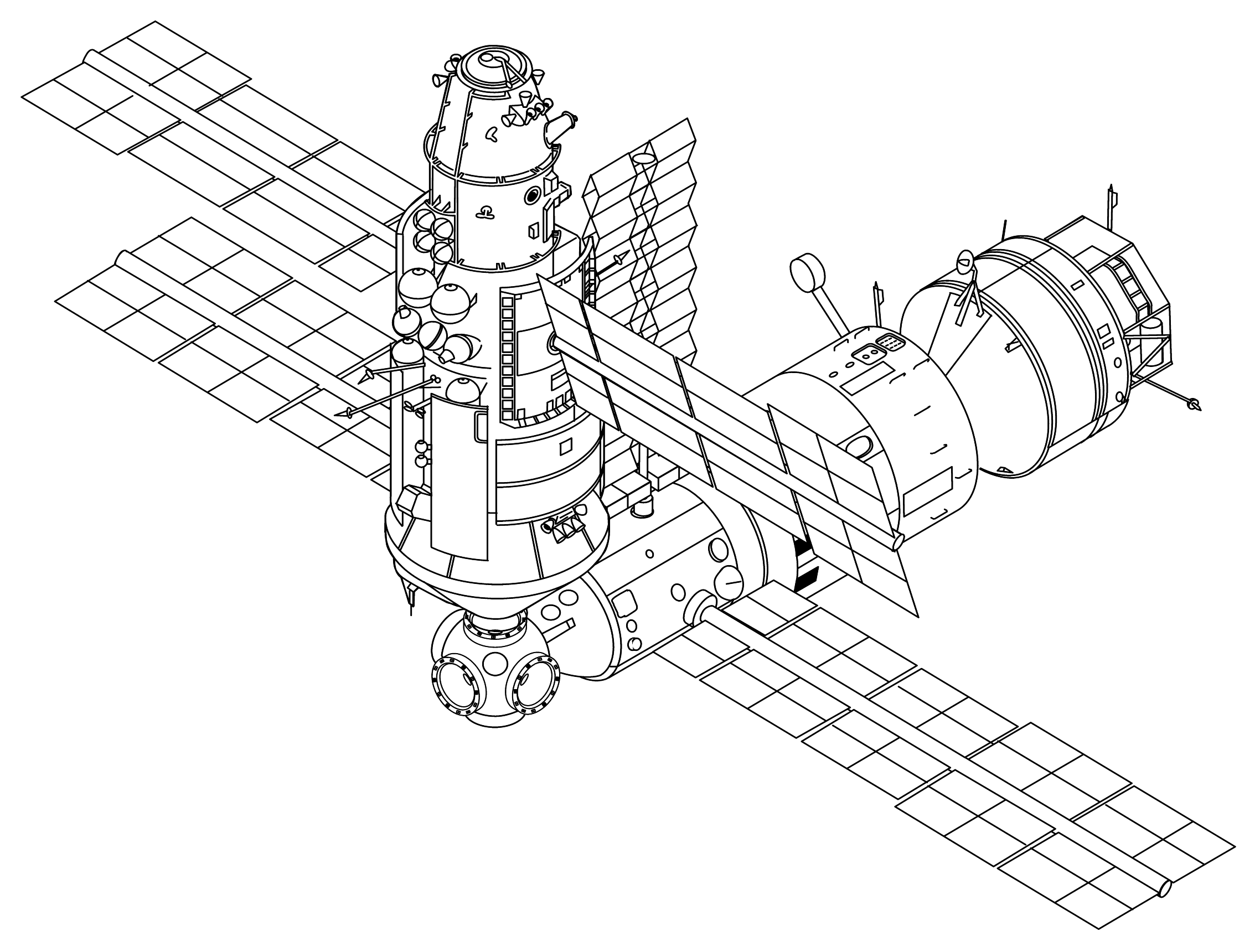
1989
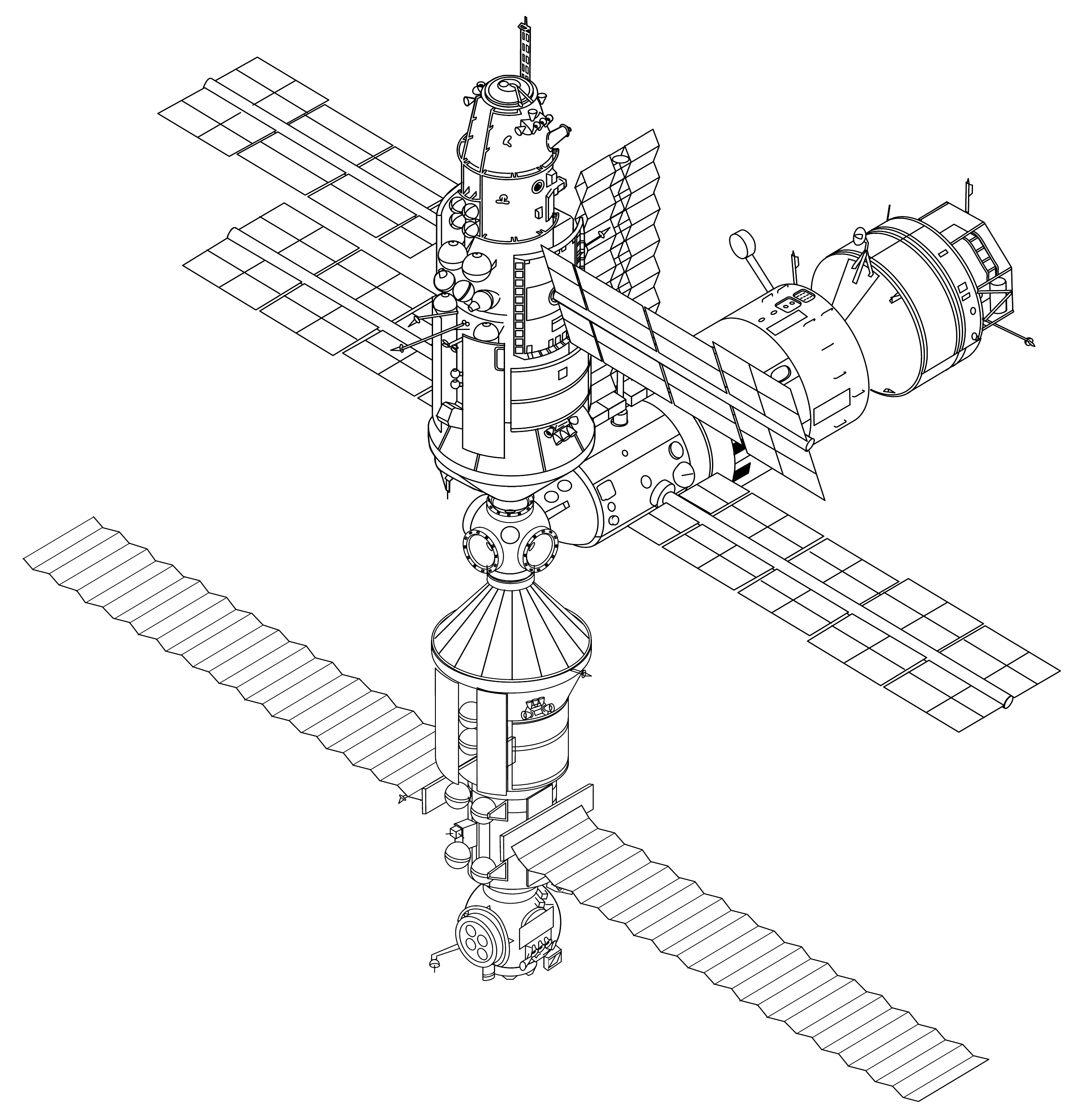
1990
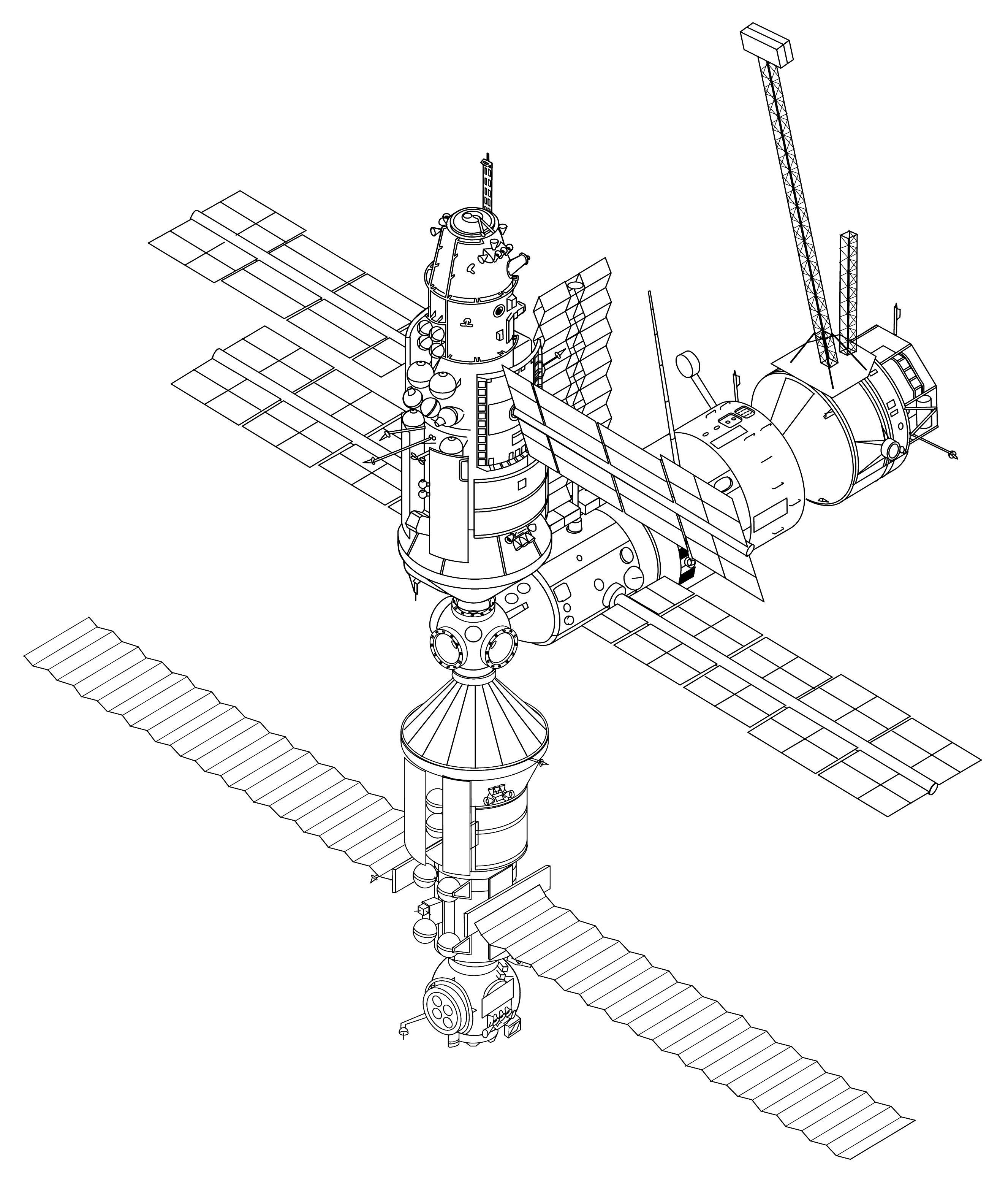
1994
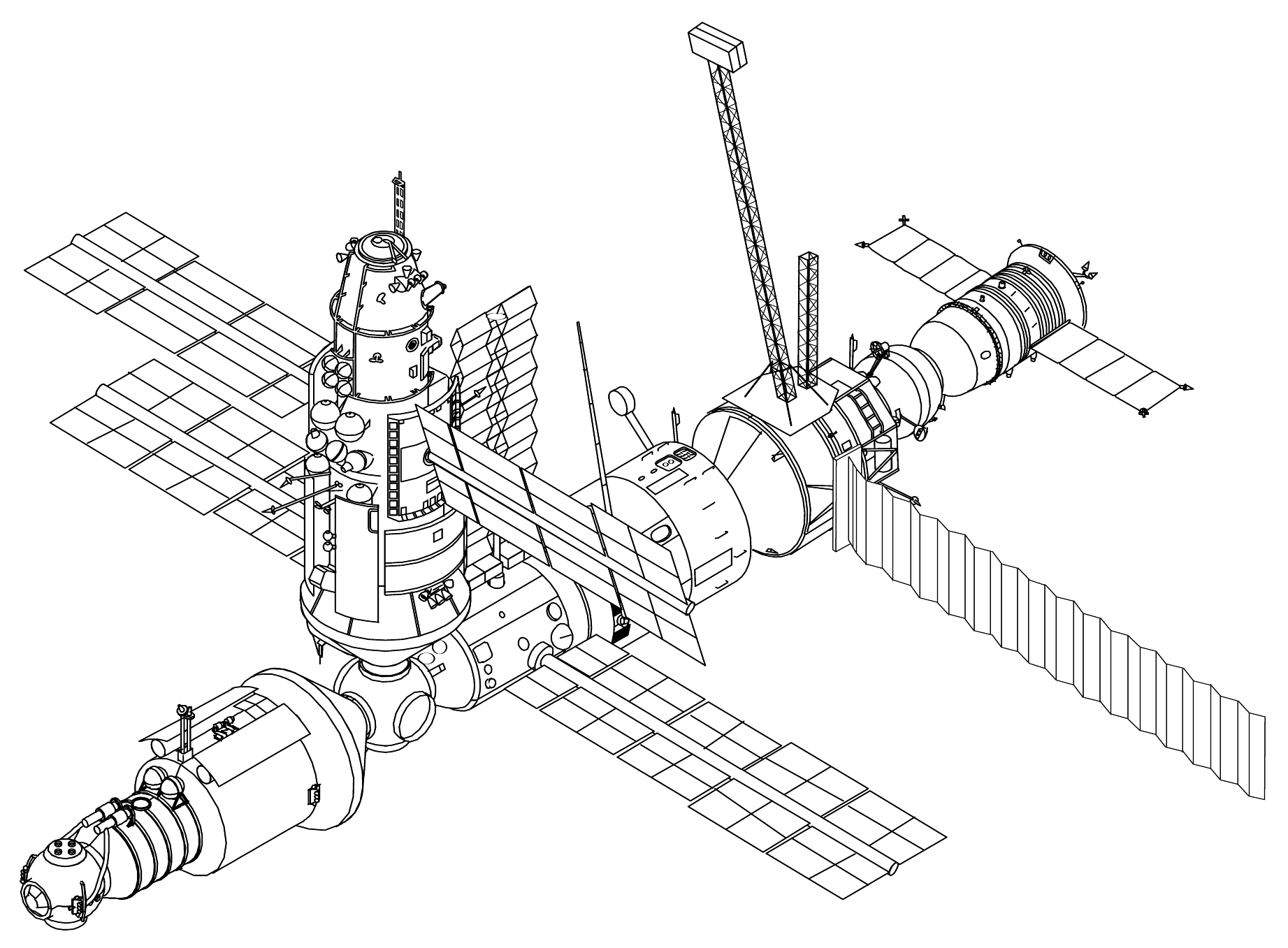
23/5/1995
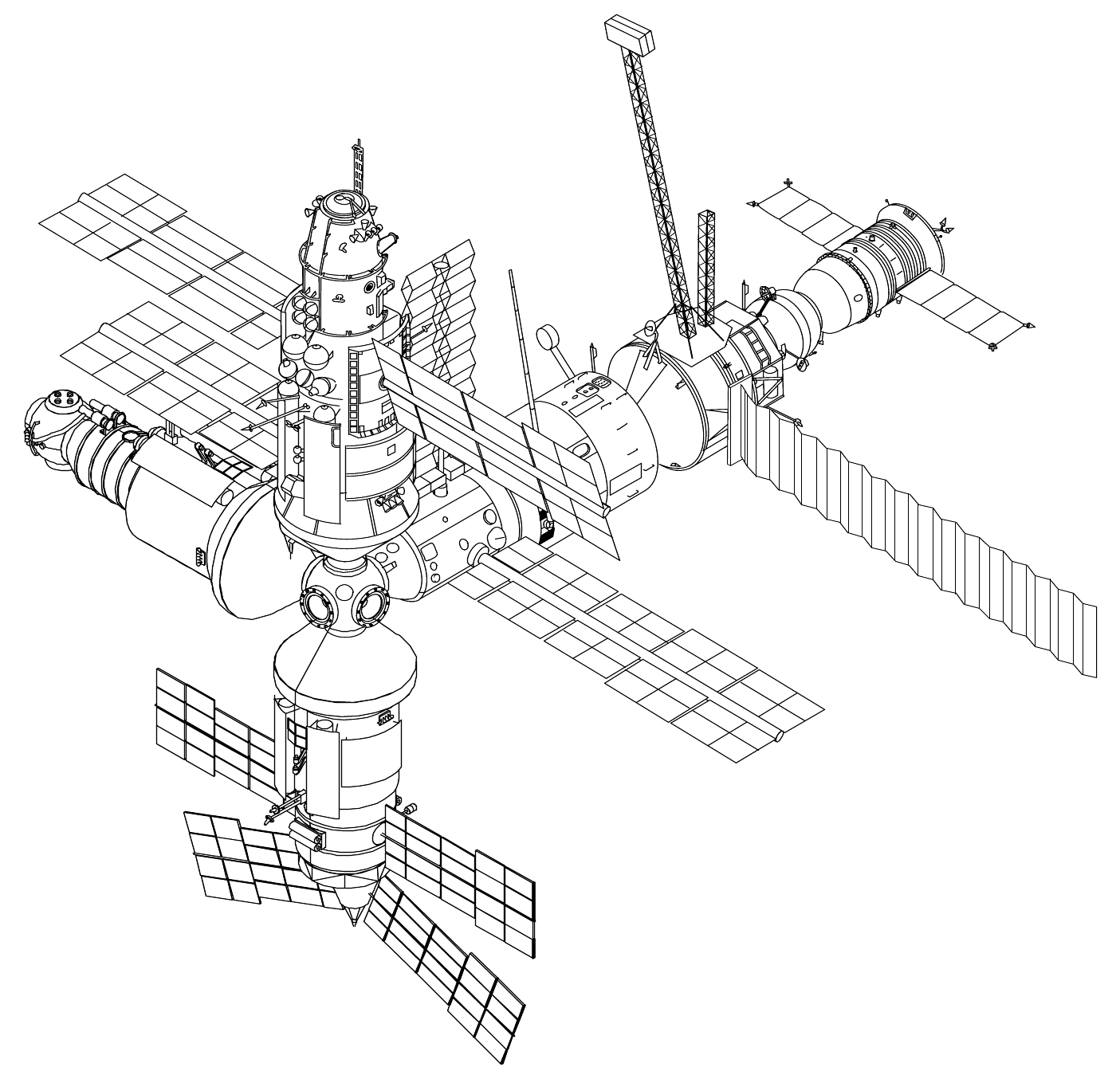
2/6/1995
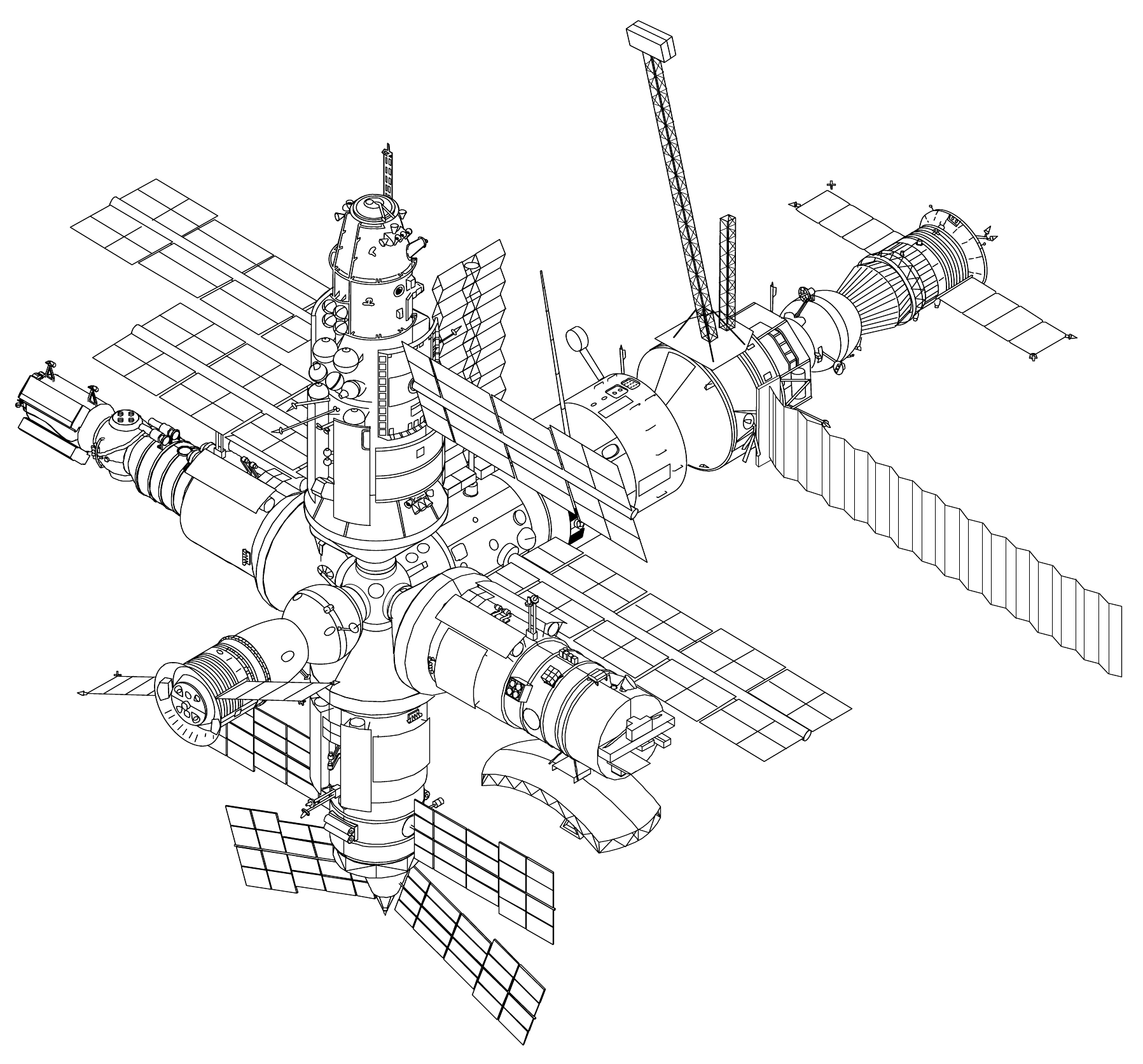
1996

Evolución de la Mir

## Historia de la estación

### Primeras misiones soviéticas
Hasta la Mir, los soviéticos experimentaban en la estación Salyut 7. Dos meses antes, esta estación se quedó vacía al enfermar uno de los cosmonautas que trabajaban allí. Pero con una batería solar de 76 metros cuadrados, capacidad para tres personas y seis muelles de atraque para otros vehículos espaciales, la Mir dejaba obsoleta a la Salyut 7.
A los 21 días del lanzamiento del primer módulo de la estación Mir, a las 15:30 hora de Moscú, partían hacia ella los cosmonautas que la bautizarían; Leonid Kizim y Vladímir Soloviov, transportados por la nave soviética Soyuz T-15. Dos días después, se acoplaban con la Mir, a una altura de 400 km. A los 50 días del acoplamiento, el 6 de mayo, los cosmonautas partieron con la Soyuz T-15 y 500 kg de material y herramientas hacia la antigua Salyut 7. Después de 52 días de reparaciones regresaron a la Mir; éste sería el primer viaje entre dos estaciones orbitales de la historia. Tras 125 días ininterrumpidos en órbita, realizando un total de 31 horas y 40 minutos de actividades extravehiculares en ocho salidas, regresaron a la Tierra.
Cinco meses después del regreso de la primera tripulación, se produce el acoplamiento de una nave no tripulada de suministro, la Progress 27, a la estación espacial, aportando combustible, agua, comestibles y diversos equipos. Tras ello, se prepara la segunda misión tripulada para batir todos los récords. El 8 de febrero de 1987 llegan en la Soyuz TM-2, Yuri Romarenko y Aleksandr Laveikin, ingeniero de vuelo, realizando su primer viaje espacial. Al entrar en la estación encontraron pan y sal, símbolo de bienvenida que les dejaron sus antecesores.

### Apertura internacional
El 5 de abril de 1987 fue lanzado para acoplarse al módulo base Mir (o Mir 1) el módulo astrofísico Kvant, diseñado por ingenieros soviéticos, británicos, neerlandeses, alemanes y técnicos de la Agencia Espacial Europea; pero la maniobra de acoplamiento no puede realizarse: un objeto extraño atascado en la puerta de atraque lo impide. Los cosmonautas realizaron entonces un paseo espacial para poder acoplarlo. Ya con cuatro módulos, Mir 1, Soyuz TM-2, Progress 29, lanzada en marzo, y el Kvant. De esta manera, la URSS logra el mayor complejo orbital jamás realizado hasta la fecha. La euforia duró un mes; el consumo eléctrico del Kvant era demasiado elevado para la estación. Para solucionarlo fue necesario un nuevo paseo extravehicular, instalando nuevas baterías solares. Dos meses más tarde, Aleksandr Viktorenko, Aleksandr Aleksándrov y el sirio Mohamed Faris, iniciaron la primera misión a la Mir con tripulación internacional, surgiendo otro problema; Laveikin sufría de arritmia. Regresó junto a Viktorenko y Faris seis días después de estar en la estación. Romarenko continuó en la Mir para batir el récord de permanencia.
El 23 de diciembre de 1987 llegaron a la estación los soviéticos Vladímir Titov, Musá Maránov y Anatoli Lévchenko con el objetivo de establecer la primera tripulación permanente. Dos días antes de terminar el año, descendieron Romanenko (estableciendo un nuevo récord de permanencia en el espacio, 327 días ininterrumpidos) Aleksándrov y Lévchenko.

### Intercosmos

Logo del programa Intercosmos.

En el verano de 1988 comenzaron las misiones conjuntas con los países aliados de la URSS. El 7 de junio de 1988 el búlgaro Aleksandr Aleksándrov y los soviéticos Anatoli Soloviov y Víktor Savinyj, iniciaron el embarque con destino a la Mir. En la misión de 10 días, se incluyeron espectrometrías del territorio búlgaro. Abdul Mohamed, primer cosmonauta afgano, junto a Vladímir Liájov, piloto, y Valeri Poliakov, médico, completaron esta misión, con objetivos como experimentación biológica y estudios sobre los efectos de la microgravedad en los cosmonautas (con más de ocho meses habitando la Mir). Al llegar a la estación, Mohamed abrazó el Corán y entonó una plegaria. La misión fue exitosa, pero al regresar a la Tierra se produjeron momentos de tensión y pánico, puesto que la nave, la Soyuz TM-5, sufrió una cadena de fallos en las maniobras de aproximación, por lo que tuvieron que quedarse en órbita con poco oxígeno a bordo (no podían regresar a la estación espacial por haber descartado ya el módulo de acoplamiento). La situación fue tan desesperada que la NASA ofreció su ayuda, pero los soviéticos la rechazaron. Finalmente consiguieron iniciar la reentrada volviendo sanos y salvos.
El 26 de noviembre de 1988 el francés Jean-Loup Chrétien se unió a la exploración espacial en la Mir con los soviéticos Vólkov y Serguéi Krikaliov. A punto de terminar 1989, Musá Manárov y Vladímir Titov, tras batir de nuevo el récord de permanencia, 366 días ininterrumpidos, regresaron junto al astronauta francés a la Tierra.

### Fin de la época soviética
La nueva política de restricción de gastos en el programa espacial de la URSS afectó a la Mir. Aleksandr Vólkov, Serguéi Krikaliov y Valeri Poliakov regresaron dejando vacía la estación espacial. Pero afortunadamente para la Mir, las medidas de recorte presupuestario solo afectaron durante tres meses. El 5 de septiembre de 1989 Aleksandr Viktorenko y Aleksandr Serebrov en la Soyuz TM-8 se convirtieron en la siguiente misión a la Mir, acoplándose a la estación el 8 de septiembre. Los cosmonautas llevaron consigo un sillón espacial, el cual permitía moverse libremente por el espacio en las salidas extravehiculares, sin necesidad de arneses de sujeción. En noviembre de ese año, el módulo Kvant 2 se acopló a la estación con un nuevo equipo para la obtención de oxígeno.

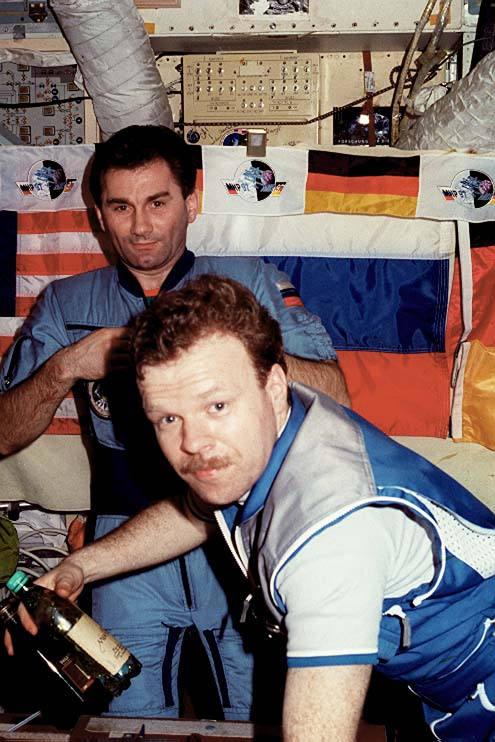
El astronauta alemán Ewald Reinhold junto a Vasili Tsiblíev, en 1997.

El 19 de febrero de 1990, la Soyuz TM-8 partió hacia la Tierra mientras la Soyuz TM-9 lo hacía hacia la Mir. Anatoli Soloviov y Aleksandr Baladin descubrieron que su Soyuz se averió en el despegue, no pudiendo regresar a la Tierra. En julio tuvieron que realizar un paseo de siete horas (el más largo de la historia) para reparar la nave. Guennadi Mannakov y Guennadi Strekálov relevaron a los cosmonautas en la Soyuz TM-10 (lanzada el 1 de agosto de 1990). El 4 de diciembre el japonés Toyohiro Akiyama se convirtió en el primer periodista en el espacio y en visitar la Mir. Estuvo durante seis días compartiendo la estación con los cosmonautas que ya estaban ahí y con Musá Manárov y Víctor Afanásiev, con los que viajó. El gobierno soviético hizo un contrato con la cadena de TV japonesa que ascendía a 8,5 millones de €.
Finalmente, y marcando el final de la época soviética de la estación espacial, el cosmonauta soviético Serguéi Krikaliov despegó hacia la Mir cuando todavía era soviético en la Soyuz TM-11, el 2 de diciembre de 1990. Con un retraso de seis meses, o sea, diez meses después, aterrizó en un nuevo país, la CEI, el remanente político de la desintegrada Unión Soviética.

### Euromir
En las siguientes misiones una serie de europeos, algunos en representación de la ESA, formaron parte de las tripulaciones; la británica Helen Sharman en la Soyuz TM-12 (lanzada el 18 de mayo de 1991), el austríaco Franz Viehböck en la Soyuz TM-13 (2 de octubre de 1991), el alemán Klaus-Dietrich Flade, en la Soyuz TM-14 (17 de marzo de 1992), y en posteriores misiones los franceses Michel Tognini y Jean-Piere Haigneré.
En 1994 Yelena Kondakova se convirtió en la primera rusa enviada al espacio desde 1982. Junto a ella fueron en la Soyuz TM-20 el alemán Ulf Merbold y el veterano cosmonauta Aleksandr Viktorenko, conformando la misión 'Euromir 94'. Kondakova permanecería en la Mir casi 6 meses para el estudio del efecto de la microgravedad en la mujer (169 días, 5 horas y 21 minutos).

### Época ruso-estadounidense: programa Shuttle-Mir

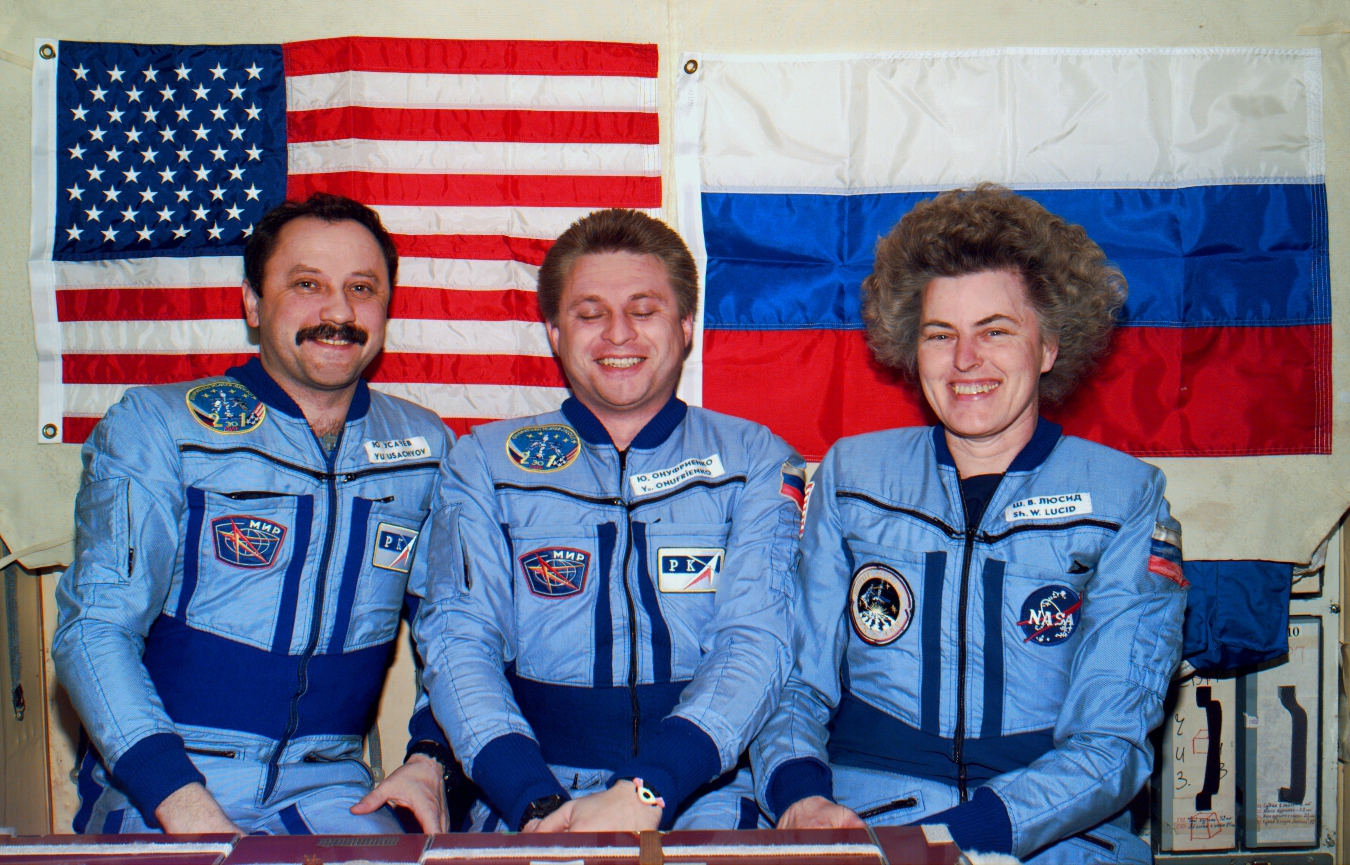
De derecha a izquierda: la astronauta norteamericana Shannon Lucid, el comandante de la misión Yuri I. Onufrienko, y el ingeniero de vuelo Yuri V. Usachov, durante la misión Mir-21, el 25 de marzo de 1996.

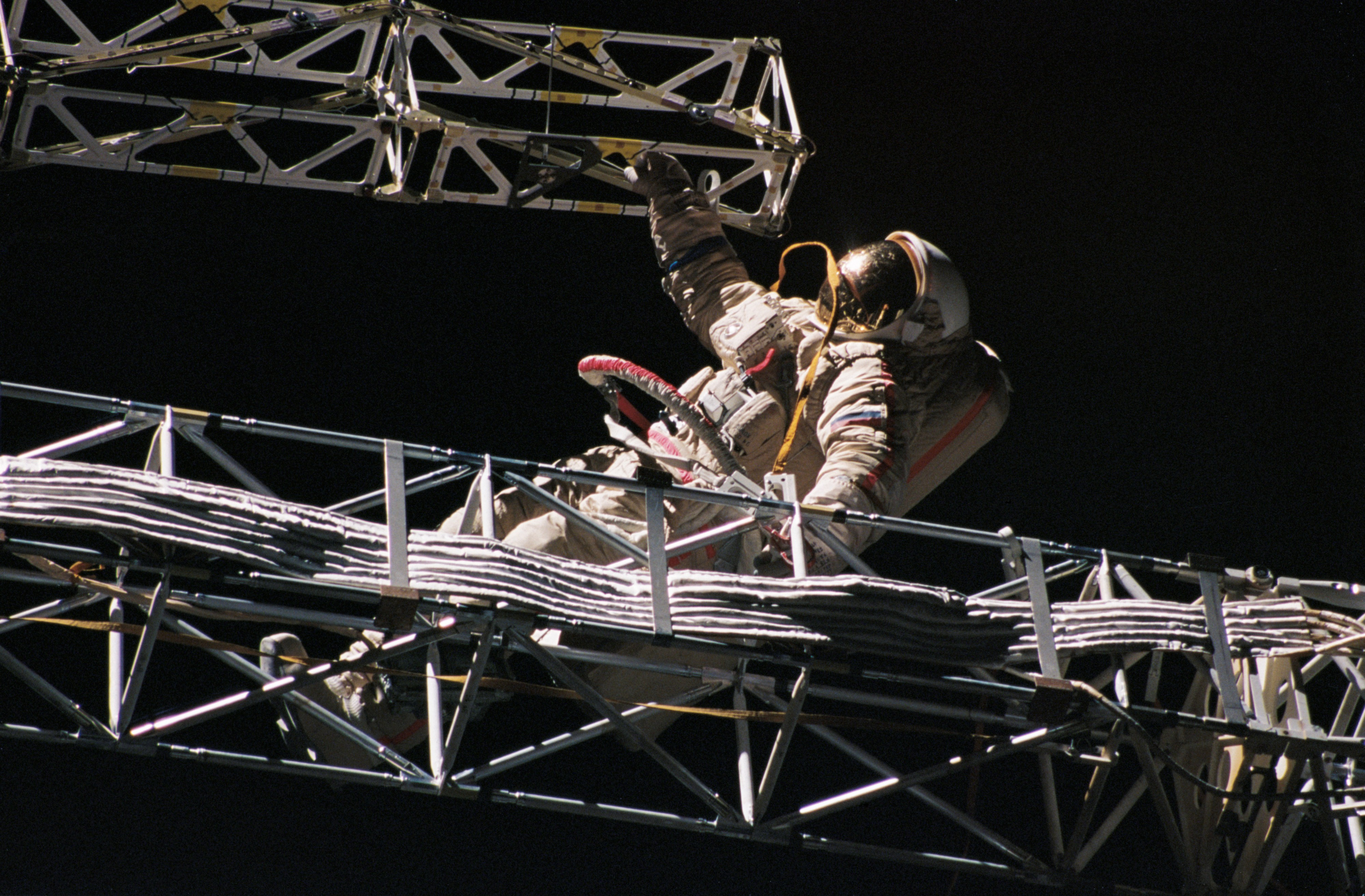
Yuri I. Onufrienko realizando una salida extravehicular, en 1996.

Estados Unidos había planeado construir la estación espacial Freedom como homóloga a la Mir, pero recortes en el presupuesto de la NASA echaron atrás el proyecto. Pasados los años, al final de la Guerra fría, el programa Shuttle-Mir combinó las capacidades de la estación Mir y los transbordadores de Estados Unidos. La Mir en órbita proveía de un laboratorio científico amplio y habitable en el espacio exterior. Los transbordadores espaciales visitantes servían de medio de transporte de personas y suministros, así como de ampliaciones temporales de las zonas de trabajo y vivienda, creando la mayor nave espacial de la historia, con una masa combinada de 250 toneladas. Las visitas de los transbordadores estadounidenses emplearon un collar de atraque modificado, diseñado originalmente para el transbordador soviético Burán.
En junio de 1992, el presidente de EE. UU. George H. W. Bush y el presidente ruso Borís Yeltsin se mostraron de acuerdo en unir esfuerzos para la exploración espacial; un astronauta estadounidense embarcaría en la Mir, y dos cosmonautas rusos lo harían en el transbordador espacial estadounidense. En septiembre de 1993 el vicepresidente estadounidense Al Gore y el primer ministro ruso Víctor Chernomirdin anunciaron los planes para una nueva estación espacial, la cual se llamaría Estación Espacial Internacional EEI (ISS por sus siglas en inglés). Ellos se mostraron de acuerdo en la preparación de ese nuevo proyecto, para lo cual los EE. UU. deberían involucrarse en el proyecto Mir, bajo el nombre en código "Fase Uno" (la EEI sería la "Fase Dos"). Los transbordadores espaciales se encargarían del transporte de personas y suministros a la Mir y a cambio los astronautas estadounidenses vivirían en la Mir varios meses. De ese modo EE. UU. podrían aprender y compartir la experiencia rusa de los viajes de larga duración en el espacio.
La nave estadounidense Discovery, en la misión STS-63 (3 de febrero de 1995), fue la primera nave estadounidense que visitó la Mir, aunque no se acopló. La pilotaba además por vez primera una mujer, Eillen Collins, y entre la tripulación se encontraba el cosmonauta ruso Vladímir Titov, que estuvo durante un año en la estación anteriormente. La nave se aproximó hasta los 10 metros, distancia con la que el propio cosmonauta ruso Polyakov, que se encontraba en el módulo Mir, pudo asomarse y saludar a los estadounidenses. Un mes más tarde, Norman Thagard se convirtió en el primer estadounidense en viajar con los rusos y atracar en la Mir a bordo de la Soyuz TM-21. La NASA pagó entonces la cifra de 312,5 millones de € por enviar durante un periodo de cuatro años astronautas a la Mir. La nave despegó el 14 de marzo de 1995. El 29 de junio, la lanzadera Atlantis atracó en la Mir: hasta 10 personas se juntaron en el espacio (6 estadounidenses y 4 rusos), batiendo el récord de personas juntas en órbita. Thagard estuvo 115 días en la estación, sintiéndose de manera forzosa aislado cultural y lingüísticamente. Su estancia en la estación espacial fue compartida con los cosmonautas rusos Dezhúrov y Strekálov, regresando los tres en la Atlantis (STS-71). Unos meses más tarde, el 2 de septiembre, llegó a la Mir el alemán Thomas Reiter, en la Soyuz TM-22, convirtiéndose en el primer astronauta europeo de la ESA en realizar un paseo por el espacio, ya que el primer europeo fue Jean-Loup Chrétien en representación del CNES francés en la Soyuz TM-7 en el 88. El mismo año el ruso Valeri Poliakov batió otro nuevo récord de permanencia en el espacio (438 días ininterrumpidos, que es el récord absoluto hoy en día). Tras el paso del canadiense Chris Hadfield por la estación a finales de 1995, en septiembre de 1996 Shannon Lucid le arrebató a la cosmonauta Yelena Kondakova el récord femenino de permanencia en el espacio (188 días), así como a su compatriota Thagard el récord de permanencia estadounidense.

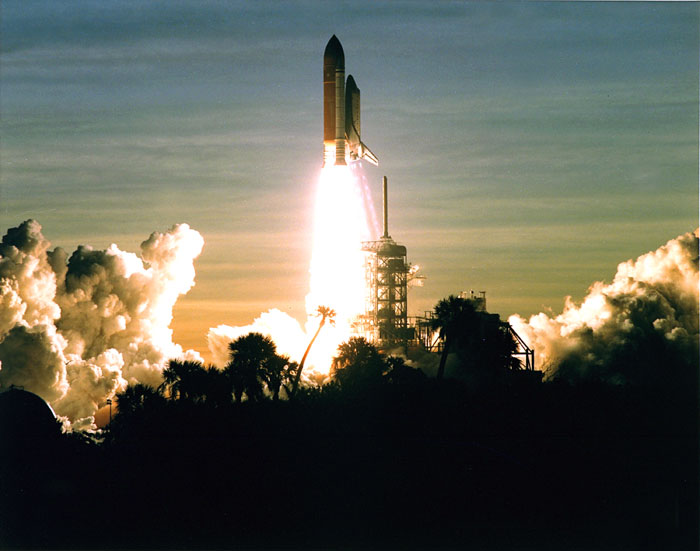
El transbordador Discovery (misión STS-60), la primera del Programa Shuttle-Mir (3 de febrero de 1994)
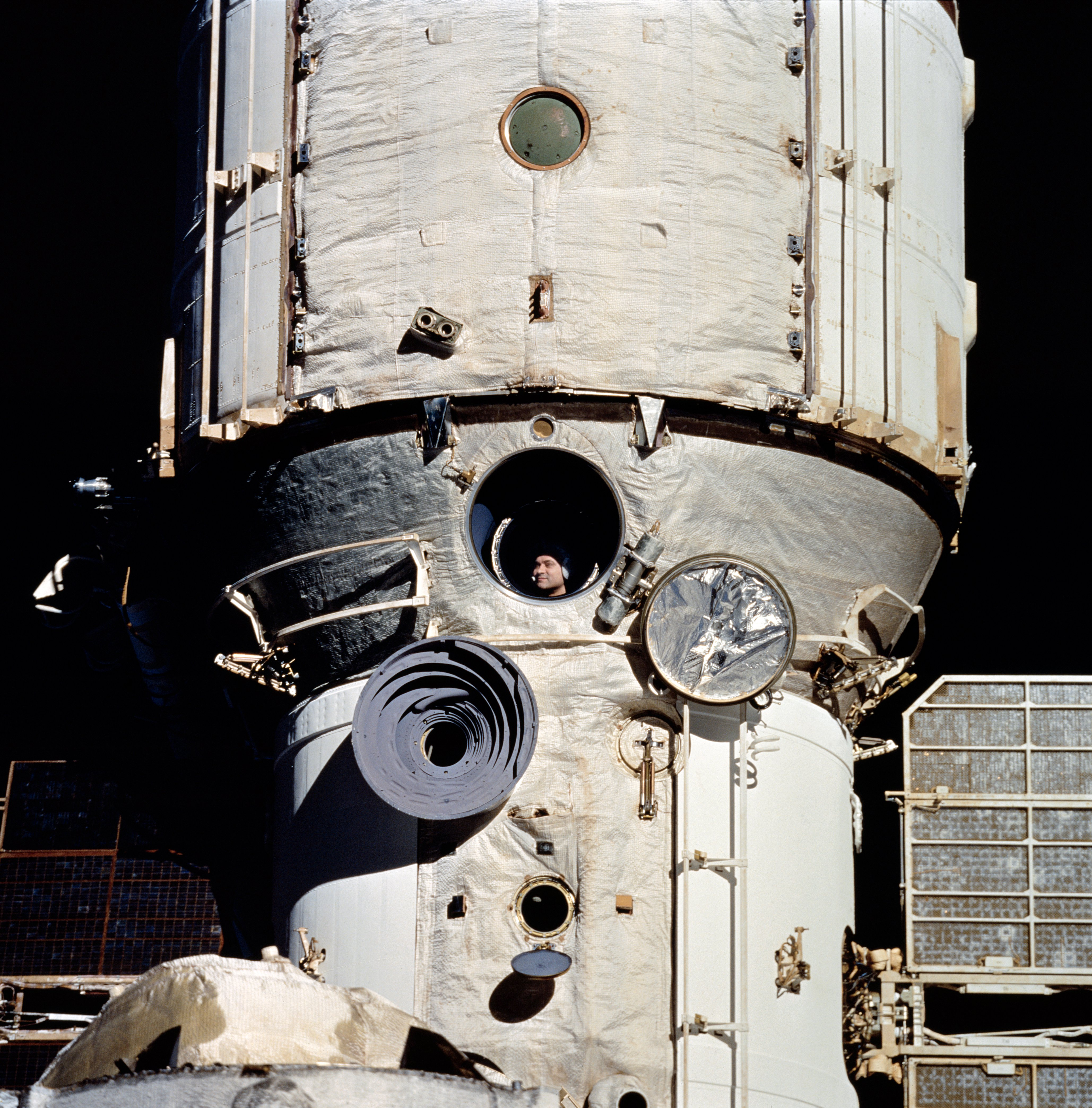
Polyakov observando la llegada del transbordador Discovery (6 de febrero de 1995)
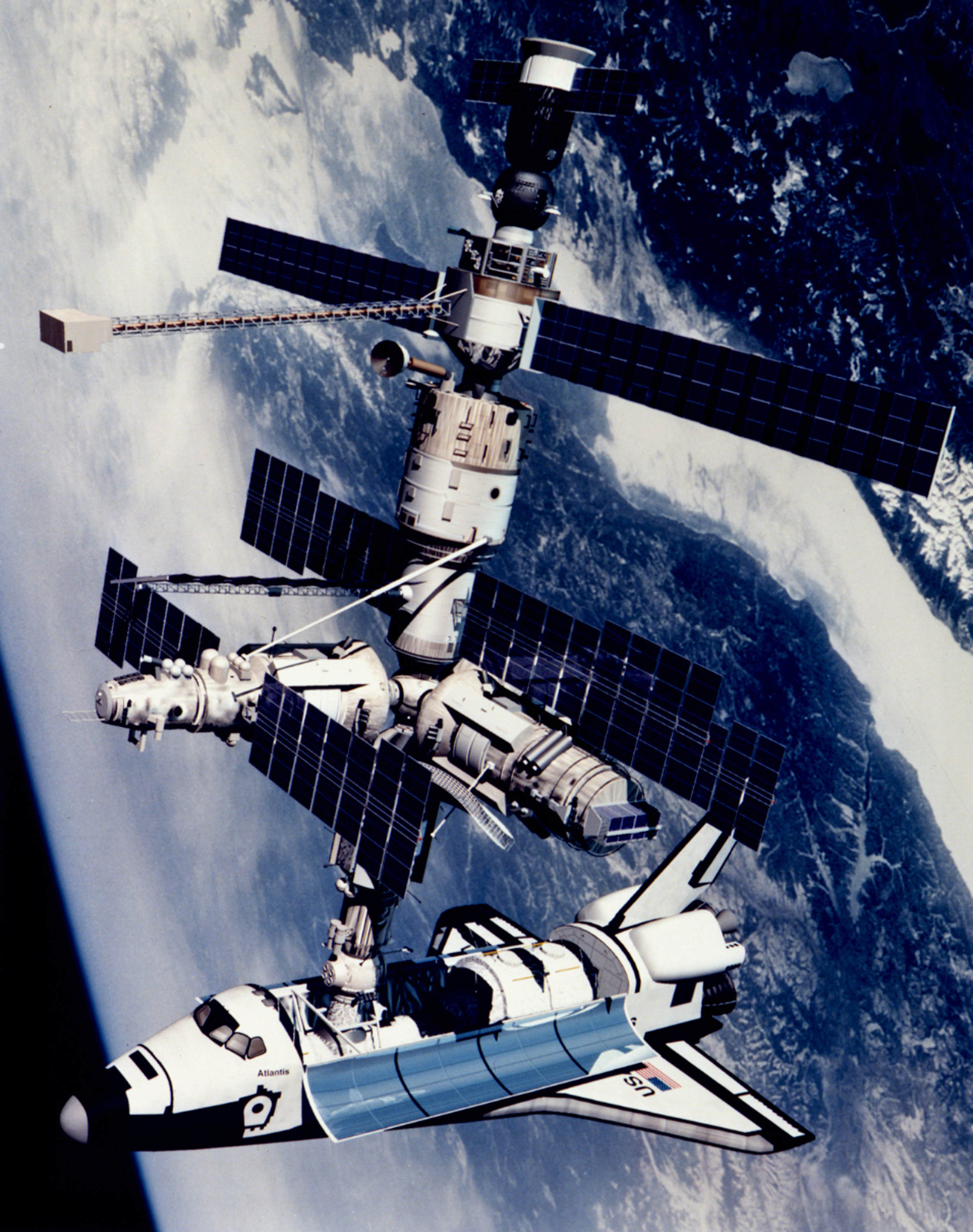
Transbordador Atlantis atracado en la Mir en la misión STS-71
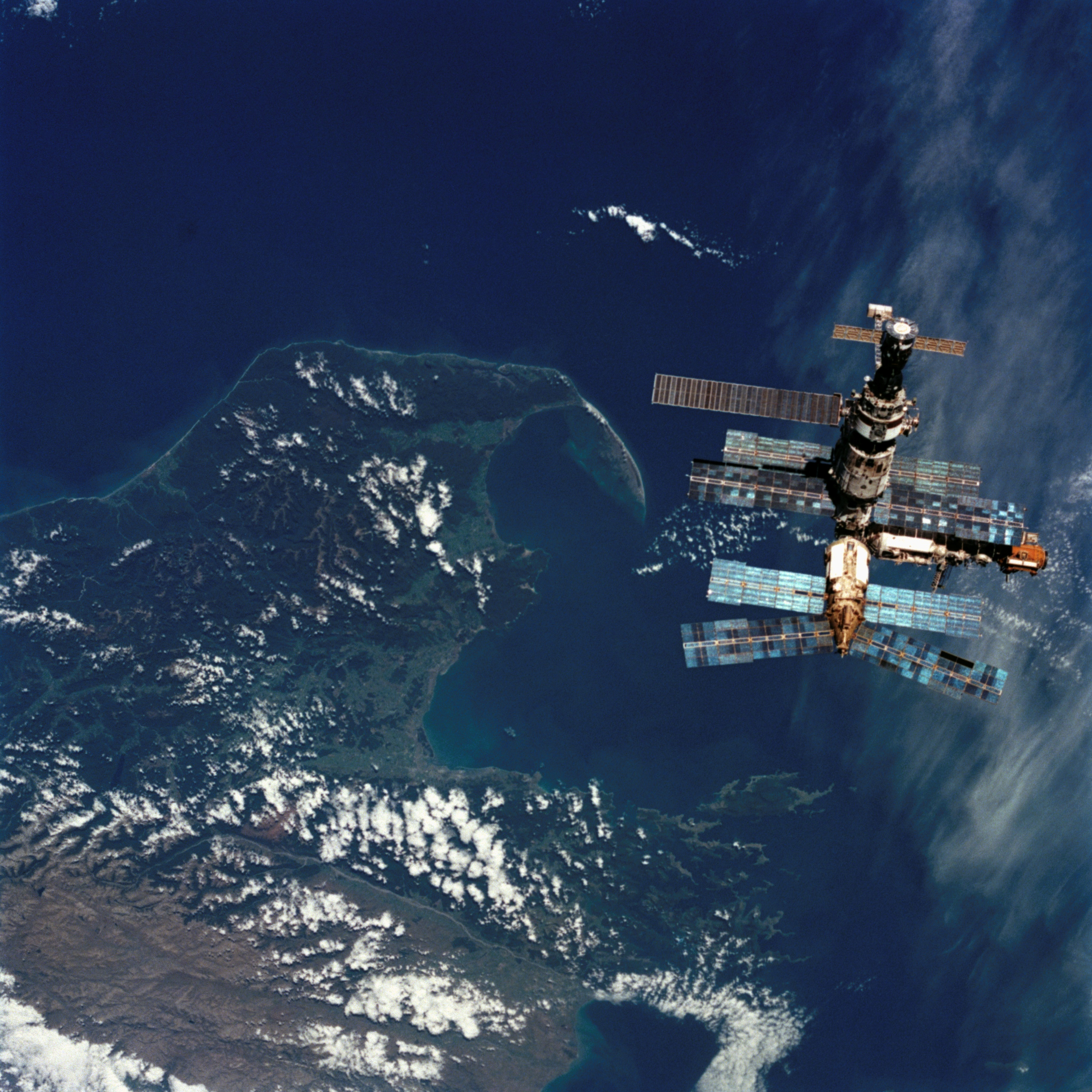
La estación sobre Nueva Zelanda (23 de marzo de 1996)
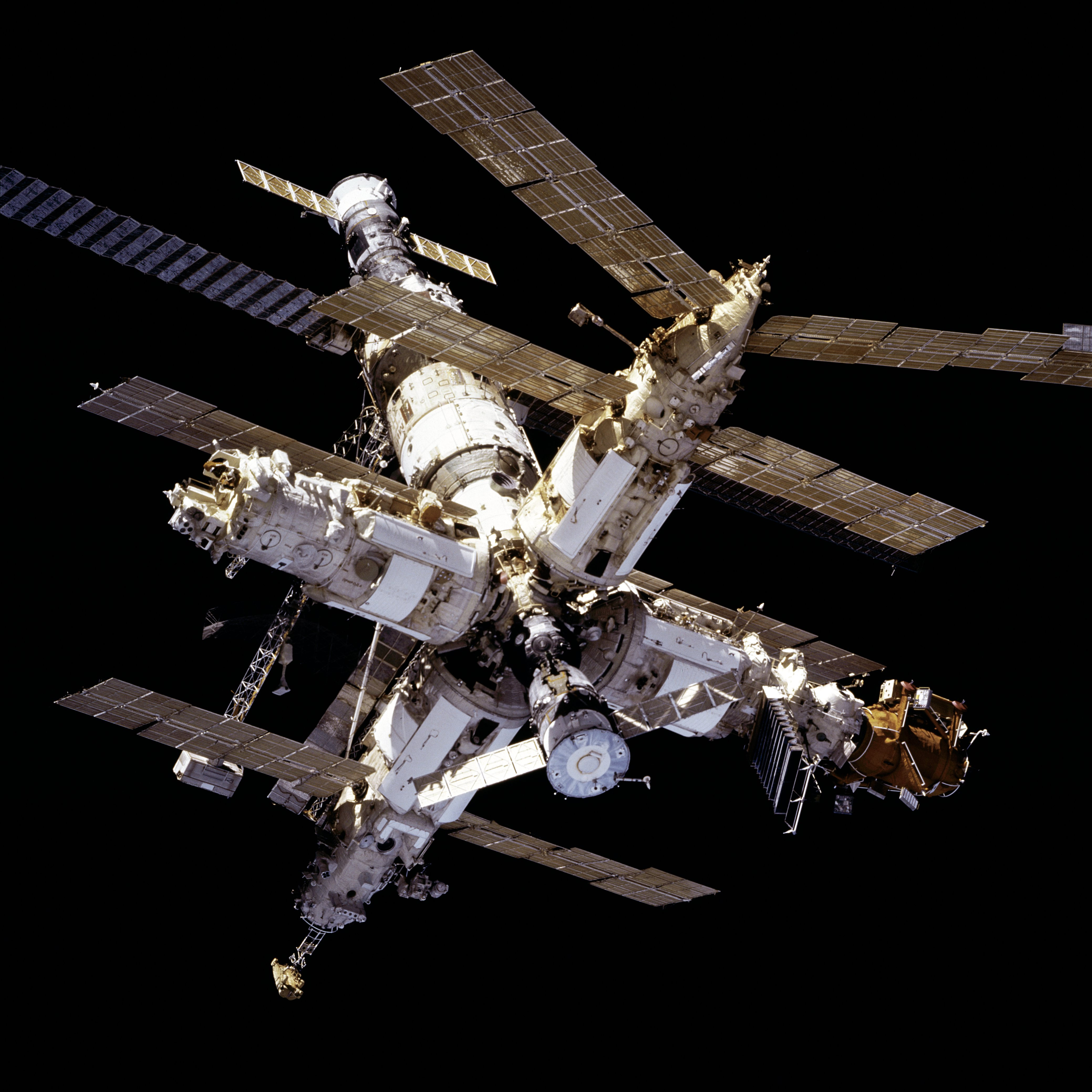
La Mir en 1997

### Etapa final de la Mir

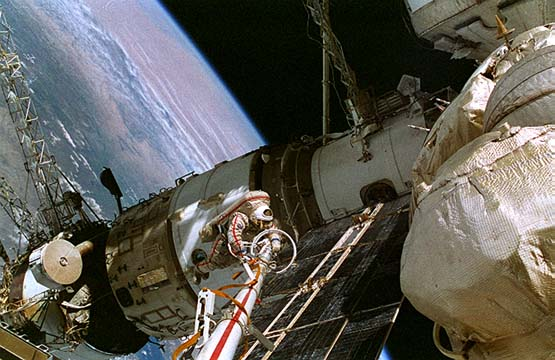
El cosmonauta ruso Vasili Tsiblíev, realizando una salida extravehicular.

Desde principios de marzo de 1995, siete astronautas estadounidenses pasaron de forma consecutiva 28 meses en la Mir. Durante su estancia en la estación espacial hubo varios momentos difíciles debidos a emergencias graves. El 23 de febrero de 1997 se produjo un gran incendio a bordo. Dicho incendio colapsó las unidades de filtración de aire de la nave, manteniéndose las llamas durante algo más de 7 minutos, obligando a la tripulación a llevar puestas las mascarillas. A bordo se encontraban el estadounidense Jerry Michael Linenger, que llegó en el transbordador Atlantis en la misión STS-81 (12 de enero de 1997), y los cosmonautas rusos Aleksandr Lazutkin y Vasili Tsiblíev, de la misión Soyuz TM-25, que despegó a la Mir el 10 de febrero. Las reparaciones de los daños causados por el fuego comenzaron en abril de ese año con herramientas llegadas desde la Tierra.
Pero con el recién llegado astronauta con doble nacionalidad británica y estadounidense, Collin Michael Foale, de la misión STS- 84, y cuando los problemas parecían haber quedado en anécdota, el 25 de junio de ese mismo año se produjo una colisión con una nave de carga no tripulada Progress M-34: en la maniobra de aproximación de la nave Progress, se produjo un choque en el módulo Spektr, provocando la descompresión del módulo por culpa del agujero en el fuselaje de la estación. Uno de los paneles solares quedó seriamente dañado, conllevando al fallo del suministro eléctrico en toda la Mir. Los tripulantes tuvieron que desconectar los otros tres paneles del módulo dañado para poder cerrar la escotilla de acceso, pero al hacerlo también desconectaron el cable de suministro del ordenador central, dejando a la estación en completa oscuridad. Michael Foale sustituyó a Vasili Tsiblíev en el mando de la misión, pues este padeció de problemas cardiovasculares. Vasili fue además objeto de las culpas desde Rusia, pasando por alto que el cosmonauta tuvo que realizar la fase de acoplamiento de la nave Progress a la Mir de manera manual, sin un radar ucraniano imprescindible para dicho acoplamiento, puesto que la instalación de este radar era excesivamente cara. El hecho es que, sin las herramientas adecuadas, Vasili poco pudo hacer para evitar el impacto.
Los cosmonautas Pável Vinográdov (ingeniero) y Anatoli Soloviov partieron hacia la Mir, en la Soyuz Tm-26, en un intento de arreglar la estación con preparación específica y herramientas, y de paso relevar a los estresados tripulantes. Michael Foale se quedó en la estación. Tras un exhaustivo trabajo, con pequeñas interrupciones que lo hicieron más complicado como es el caso de que Pável tenía un guante defectuoso, empezaron a conectar cables para arreglar el problema. Para ello, hicieron una salida extravehicular dentro del dañado módulo Spektr, que se encontraba despresurizado. Millones de personas estuvieron durante horas viendo en directo por televisión el transcurso de la operación. En ambas ocasiones, con el incendio y la colisión, se evitó la evacuación completa de la Mir (siempre existía una nave de escape Soyuz para regresar a la Tierra), aunque por un estrecho margen.
La cooperación entre Rusia y EE. UU. estuvo lejos de ser fácil. Discusiones, falta de coordinación, problemas de lenguaje, diferentes puntos de vista de las responsabilidades de los otros e intereses contrapuestos causaron muchos problemas. Después de los accidentes el Congreso estadounidense y la NASA consideraron que EE. UU. debía abandonar el programa por la falta de seguridad de los astronautas, sin embargo el administrador de la NASA Daniel S. Goldin decidió continuar con el programa. En junio de 1998, el último astronauta estadounidense de la Mir, Andy Thomas, dejó la estación a bordo del transbordador espacial Discovery.

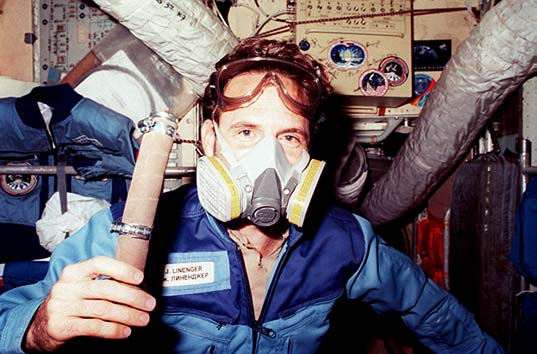
Linenger con un respirador después del incendio
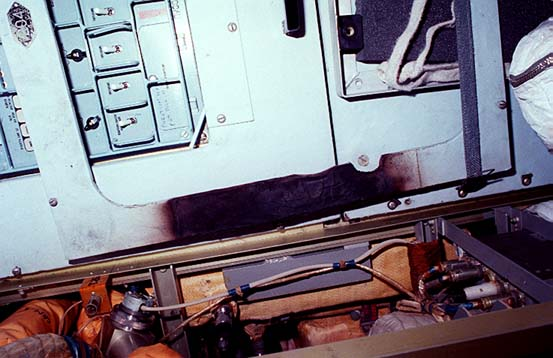
Rastros del incendio
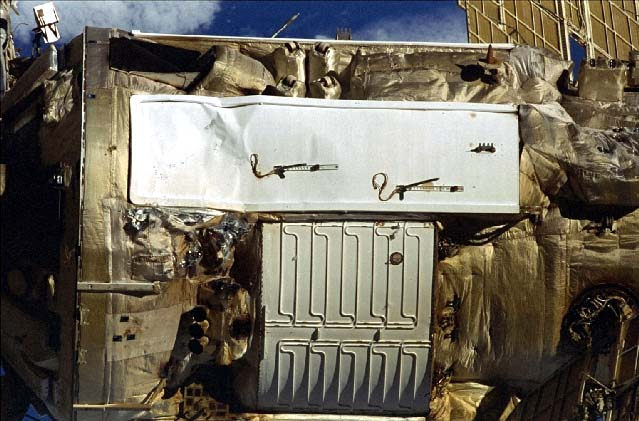
Módulo Spektr dañado
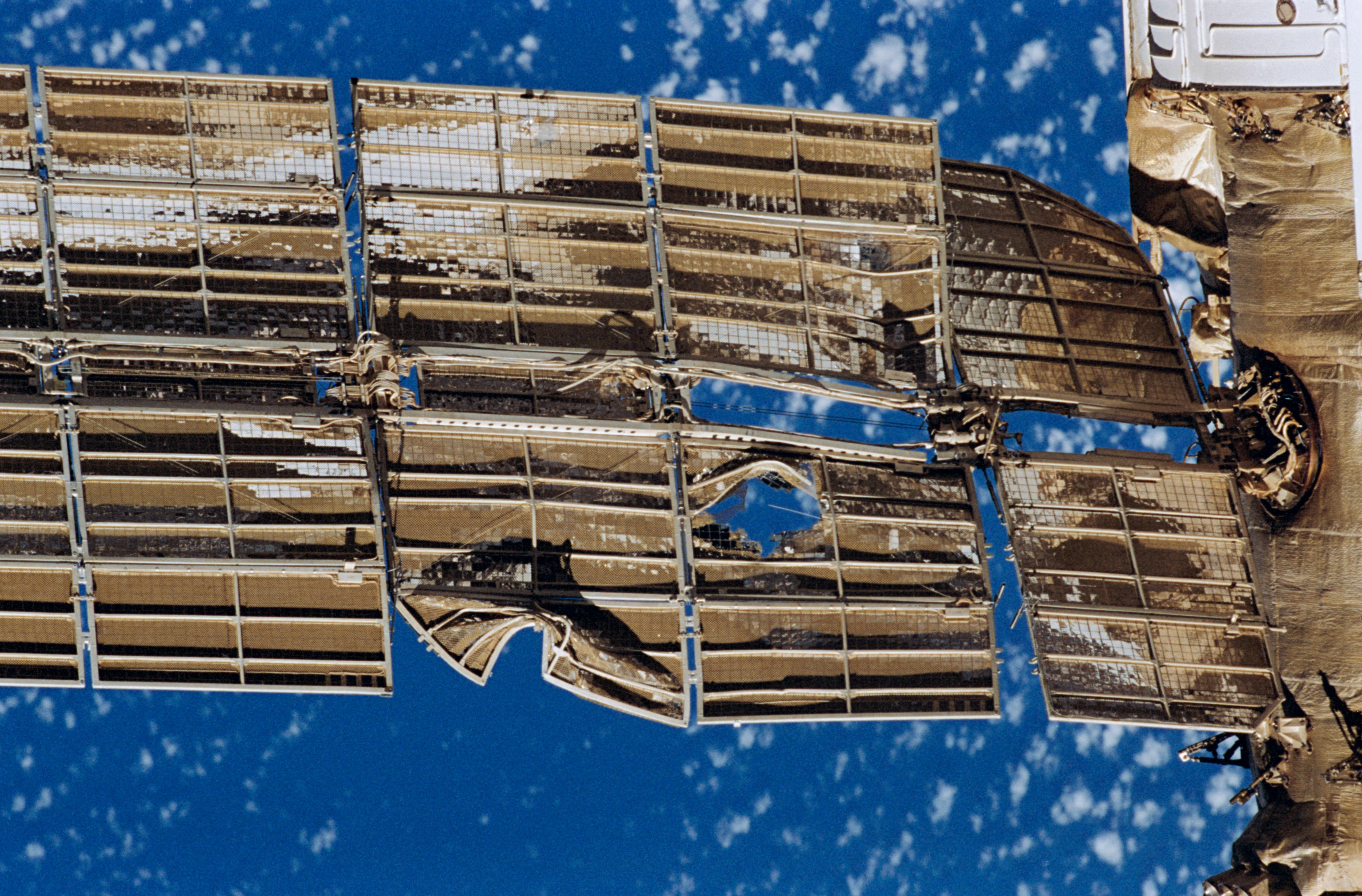
Panel solar del Spektr destrozado por el impacto

### Desorbitación
La última misión a la Mir fue la Soyuz TM-30, finalizada el 16 de junio de 2000, siendo los cosmonautas Aleksandr Kalery y Serguéi Zalyotin los últimos tripulantes de la vieja estación. Ya deshabitada, la desorbitación de la Mir concluyó el 23 de marzo de 2001, cuando reentró en la atmósfera de la Tierra cerca de Nadi, Fiyi, y se desintegró al sur del Océano Pacífico. Cerca del fin de su vida aparecieron planes de inversores privados para comprar la Mir, posiblemente para usarla como el primer estudio de cine o televisión en órbita[cita requerida], pero se consideró que la estación era demasiado inestable para ser usada durante más tiempo. Parte de la comunidad espacial pensaba que era posible salvar algo de la Mir y que debido a los altos costes de colocar material en órbita, arrojarla a la atmósfera era perder una oportunidad.
La estación espacial Mir se planeó en origen para que fuese seguida de una Mir-2, y elementos de ese proyecto, incluyendo el módulo principal (ahora llamado Zvezdá), el cual estuvo rotulado como Mir 2 durante algún tiempo en fábrica, forman parte integral de la Estación Espacial Internacional.

## Módulos de la Mir
La estación espacial Mir fue construida conectando varios módulos, cada uno de ellos puestos en órbita de forma separada. El módulo principal de la Mir (lanzado en 1986) albergaba las estancias de vivienda y el control de la estación. Kvant I (1987) y Kvant II (1989) contenían los instrumentos científicos y las duchas de la tripulación, Kristall (1990) extendió las posibilidades científicas de la Mir. Spektr (1995) sirvió de vivienda y espacio de trabajo para los astronautas estadounidenses. Priroda (1996) dirigía el sensor remoto de la Tierra. El módulo de atraque (1996) servía de punto de anclaje seguro y estable para la lanzadera espacial.
Dentro de sus 100 toneladas, la Mir era similar a un laberinto apretado, abarrotado con mangueras de cables e instrumentos científicos, así como objetos de la vida cotidiana, como fotos, dibujos de niños, libros e incluso una guitarra. Habitualmente hospedaba a tres miembros de una tripulación, aunque a veces hospedaba a seis durante más de un mes. Excepto por dos cortos períodos, la Mir fue habitada de forma continua hasta agosto de 1999. Antes, durante y después del programa Shuttle-Mir, la estación era atendida y provista de material por las cápsulas tripuladas Soyuz y los vehículos no tripulados Progress.

Componentes de la MIR.

### Mir 1

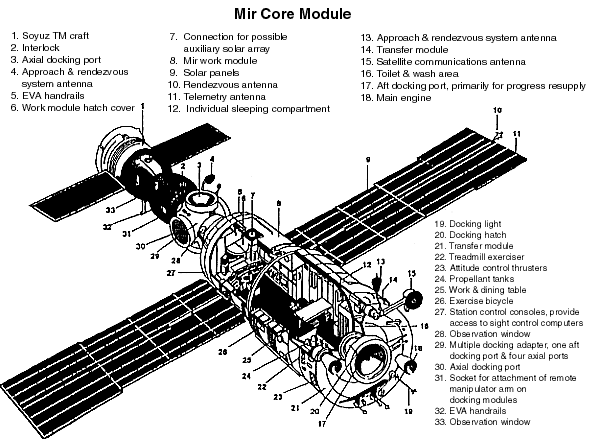
Módulo Mir.

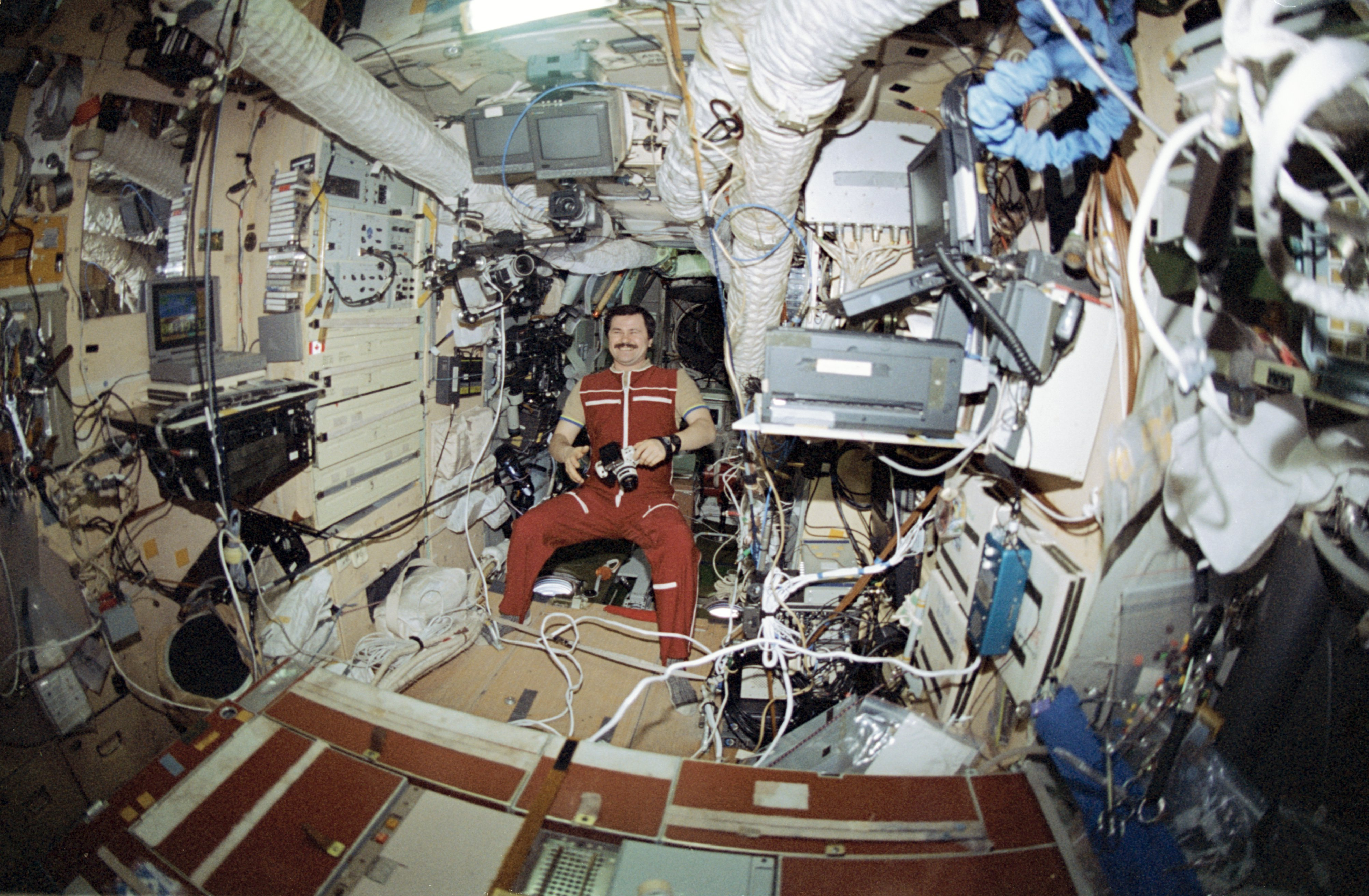
El cosmonauta Musabáyev en el interior del módulo Mir.

Este módulo fue el primero que se puso en órbita, el 20 de febrero de 1986. También llamado Módulo base, por ser el módulo del cual se entrelazaban todos los demás. En ruso, Mir significa "paz" y "mundo", y tiene connotaciones de "comunidad". Era el módulo en donde los cosmonautas vivían, dormían, comían, hacían gimnasia, trabajaban y donde se encontraba el ordenador central y los controles de la estación y las telecomunicaciones. Medía 13,1 metros de largo, y pesaba 20,4 toneladas con un volumen de 90 m³. La temperatura aquí (y por tanto en toda la estación, porque este era el módulo donde se ubicaba el control ambiental) se mantenía entre los 18º y 28 °C, con una humedad del 20 al 70%. Disponía de una puerta para Salidas Extravehiculares (EVA en inglés), un nodo o nódulo de conexiones donde se enramaban el resto de módulos y dos puertas de atraque para las Soyuz o Progress.
El módulo Mir estaba preparado para impactos de meteoritos y objetos flotantes en órbita. Dos monitores permitían la telecomunicación en forma dual, para que los cosmonautas y astronautas vieran la gente en Tierra, y los de la base a los de la estación. Cuatro monitores más lo permitían entre todos los módulos de la estación. El módulo se dividía en cuatro compartimientos:
- El compartimiento de trabajo era básicamente dos cilindros conectados a una sección cónica. Aquí se encontraba la sala de control de la estación, con los monitores, el panel de mandos e incluso era el lugar para algunos de los experimentos.

- El compartimento de descanso en cambio era la residencia de la tripulación con todo lo necesario para una misión de larga duración: cabinas individuales, una bicicleta de gimnasia, varios elementos donde se ejercitan los músculos, una librería, TV y vídeo, asientos preparados para la ingravidez, sacos de dormir, cocina, y un baño con su retrete, jabón, un grifo especial, champú y toallas. Este compartimento, al igual que el de trabajo, se encontraban presurizados, con un diámetro de dos metros.

- El compartimiento de transferencia o nodo tenía una forma esférica preparada para la visita de naves espaciales, además de cuatro puertos para el acoplamiento de los otros módulos de la estación, y con ello el acceso a estos.

- El Compartimiento de Control de Propulsión estaba despresurizado, y en él se localizaban los propulsores de navegación de la estación y los tanques de combustible, las antenas de retransmisión y luces y sensores. La puerta de atraque del Compartimiento de Control se encontraba frecuentemente ocupada por el módulo Kvant.

### Kvant

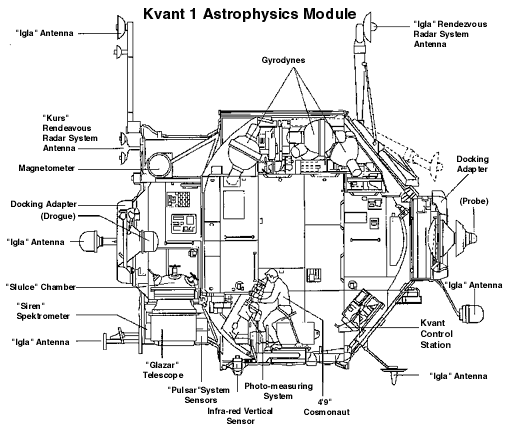
Módulo Kvant

Kvant significa "cuanto" (física cuántica), un nombre derivado de la utilidad dada al módulo como lugar de investigación astrofísica para la medida de espectros electromagnéticos y emisiones de rayos X. El módulo Kvant o Kvant-1 también estaba destinado a los experimentos sobre biotecnología. Fue acoplado a la estación unido al módulo Mir 1 en 1987, de 11,5 toneladas de peso en Tierra con unas medidas de 4 x 13 metros, y con un interior de 40 metros cúbicos de volumen presurizado.
Este módulo fue originalmente destinado a ser acoplado a la estación Salyut 7. Sin embargo, los retrasos en su lanzamiento obligaron a hacerlo al Mir. El Kvant-1 constaba de dos compartimentos de trabajo a presión y uno de experimentación despresurizado. En el equipo científico se incluyó un telescopio de rayos X, un telescopio de onda ultravioleta, una cámara gran angular, instrumentos de experimentación de alta energía de rayos X, un detector de rayos X y rayos gamma, y una unidad Svetlana de electroforesis.
El Kvant-1 llevaba seis giroscopios que podían utilizarse para orientar a la estación sin necesidad de combustible. El Kvant-1 también disponía de sistemas de soporte vital incluyendo un generador de oxígeno Elektrón y equipo para la eliminación de dióxido de carbono del aire. Con este módulo se desplegó un panel solar adicional en la estación sobre el módulo principal en junio de 1987.
El módulo Kvant no tenía sistema de propulsión. Fue lanzado con un Módulo de Servicio Funcional (FSM) para actuar como remolcador espacial para acoplarlo al módulo Mir. El FSM llevaba el dispositivo de propulsión y los sistemas eléctricos. Se trataba de una versión modificada de la nave espacial TKS.

### Kvant-2

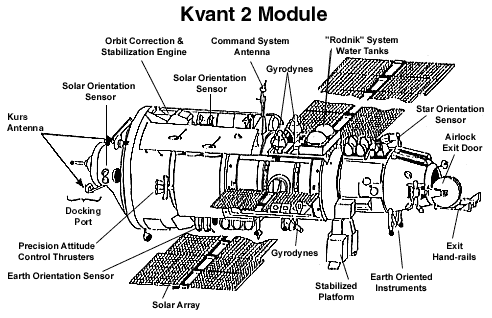
Módulo Kvant-2.

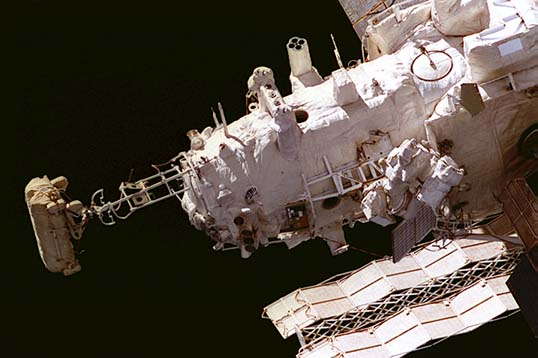
Esclusa del módulo Kvant-2.

El módulo Kvant-2 tenía una esclusa de aire para las salidas extravehiculares y servía también para investigación biológica y observación terrestre. Fue enlazado a la estación en 1989 con provisiones de agua y oxígeno, sistemas de control y distribución de energía, además de un cuarto de baño. Además de la esclusa de aire, disponía de los accesorios necesarios para el soporte vital de los cosmonautas cuando realizaban una salida extravehicular. El módulo era de 19,6 toneladas y 4,3 metros x 13,7 metros con 61,3 m³ de capacidad total y 27,4 m de paneles solares.
El Kvant-2 era el primer módulo de la estación basado en la nave espacial TKS. Estaba dividido en tres compartimentos: el compartimento de instrumentación y carga, el compartimento de experimentación, y la esclusa para las EVAs. El compartimento de carga podía ser sellado y usado como extensión de la esclusa. Antes de que el Kvant-2 formara parte de la estación, las salidas extravehiculares se llevaban a cabo mediante la despresurización del nodo de conexiones del módulo Mir. Junto con este módulo se llevó la versión soviética de la Unidad de Maniobra Tripulada (el sillón espacial). --Ello delievered el Salyut 5B el ordenador que era una mejora sobre el Argón 16B el ordenador ya sobre la estación--. El Kvant-2 tenía un sistema para el reciclado de agua, utilizando la orina de los tripulantes, y una ducha para la higiene personal. A diferencia del Kvant-1, el Kvant-2 disponía de giroscopios pero situados en el exterior, lo que hacía muy difícil el reemplazo si alguno se averiaba.
El equipamiento científico del módulo incluía una cámara de alta resolución, espectrómetros, sensores de rayos X, el experimento de fluido "Volna-2", y la unidad "Inkubator-2" que fue usada para incubar y criar codornices.

### Spektr
"Spektr" significa "espectro", llamado así por sus sensores atmosféricos, y cuya misión era el estudio fotomagnético del espectro y la atmósfera terrestre exterior.

### Módulo de acoplamiento (Docking Module)
Era la bahía donde se interconectaban las naves Progress, Soyuz y también los transbordadores espaciales estadounidenses en misión.

### Priroda
"Priroda" significa "naturaleza", era la parte de la estación dedicada a la experimentación biológica y orgánica en seres vivos.

### Kristall
"Kristall" significa "cristal" y el fin principal del módulo era desarrollar tecnologías de producción biológica y de materiales en entornos espaciales.

## Cápsulas de reabastecimiento

### Progress
Progress significa "progreso".

### Soyuz
"Soyuz" significa "unión". Fue llamado así en conmemoración a la Unión Soviética ("Sovietski Soyuz" = Unión Soviética) y también porque la nave era una unión de tres módulos más pequeños.

### Transbordador espacial estadounidense

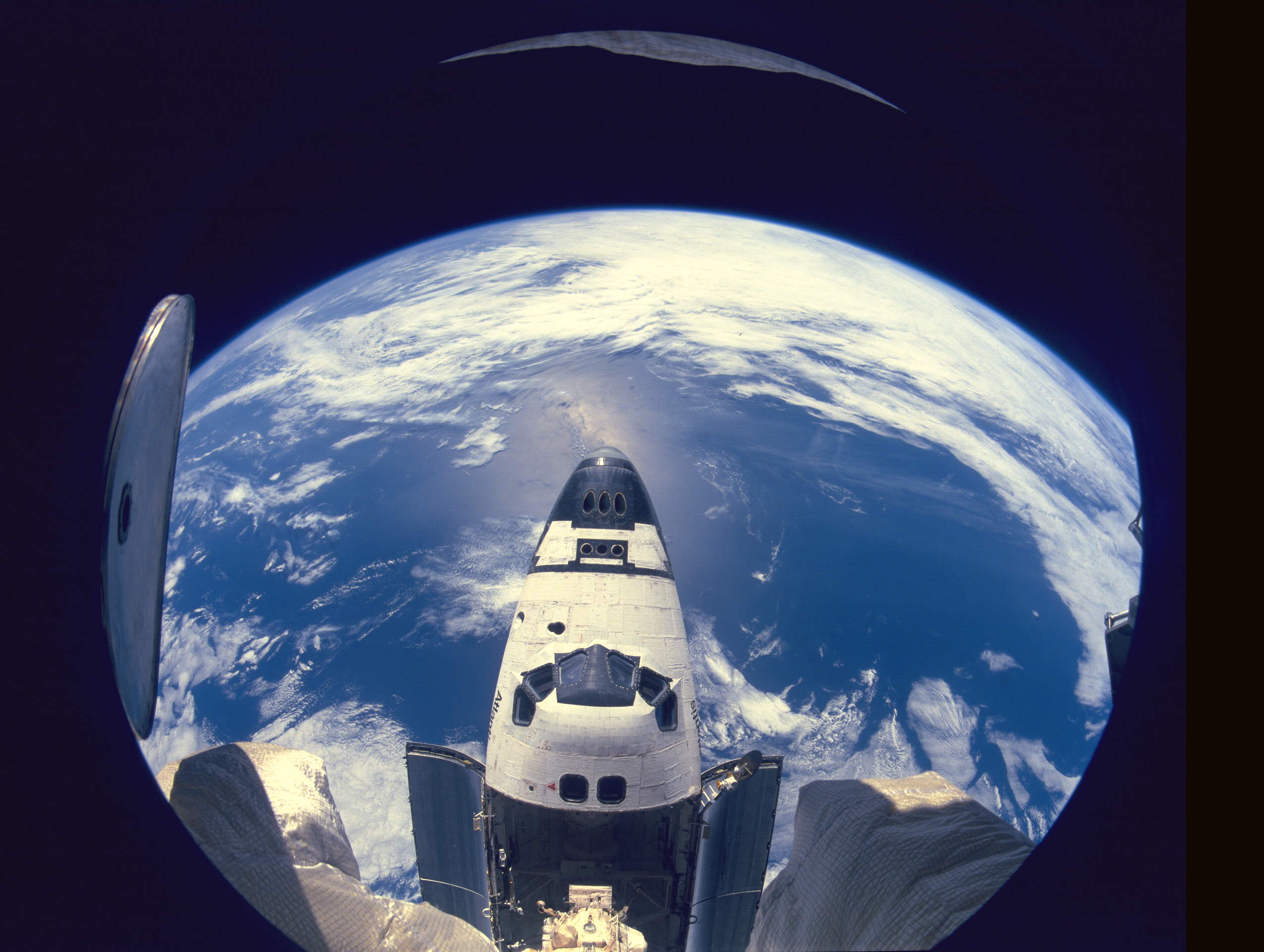
El transbordador Atlantis acoplado a la Mir en la misión STS-71.